# Саики
Саи́ки (яп. 佐伯市 Саики-си) — город в Японии, находящийся в префектуре Оита. Площадь города составляет 903,53 км², население — 73 352 человека (1 августа 2014), плотность населения — 81,18 чел./км².

## Географическое положение
Город расположен на острове Кюсю в префектуре Оита региона Кюсю. С ним граничат города Усуки, Цукуми, Бунгооно, Нобеока и посёлок Хинокаге. Город лежит на берегу одноимённого залива (пролив Бунго), через него протекает река Бандзё.

## Население
Население города составляет 73 352 человека (1 августа 2014), а плотность — 81,18 чел./км². Изменение численности населения с 1980 по 2005 годы:
| 1980 | 96 534 чел. |  |
| 1985 | 95 907 чел. |  |
| 1990 | 91 217 чел. |  |
| 1995 | 88 116 чел. |  |
| 2000 | 84 449 чел. |  |
| 2005 | 80 297 чел. |  |

## Символика
Деревом города считается вечнозелёный дуб, цветком — Prunus jamasakura, птицей — Zosterops japonicus.